# Contea di Butts
La contea di Butts (in inglese Butts County) è una contea dello Stato della Georgia, negli Stati Uniti. La popolazione al censimento del 2000 era di 19 522 abitanti. Il capoluogo di contea è Jackson.